# Zernez
Zernez je obec ve švýcarském kantonu Graubünden, okresu Engiadina Bassa/Val Müstair. Nachází se v údolí Engadin, asi 30 kilometrů severovýchodně od Svatého Mořice v nadmořské výšce 1474 metrů. Žije zde přibližně 1 500 obyvatel.
K 1. lednu 2015 se Zernez sloučil s dříve samostatnými obcemi Lavin a Susch. Nově vzniklá obec převzala jméno Zernez.
Zernez je sídlem správy jediného národního parku v zemi, Švýcarského národního parku.

## Geografie
Obec Zernez leží v nadmořské výšce 1474 metrů v širokém údolí střední části Engadinu na soutoku řek Inn a Spöl. Obec je nejdůležitějším výchozím bodem pro pěší túry ve Švýcarském národním parku; oblíbeným cílem je například turistická chata Chamanna Cluozza.
Kromě hlavní obce Zernez s osadou Brail a vesnicí Carolina patří od začátku roku 2015 k obci jako místní části také bývalé samostatné obce Lavin a Susch.

## Historie

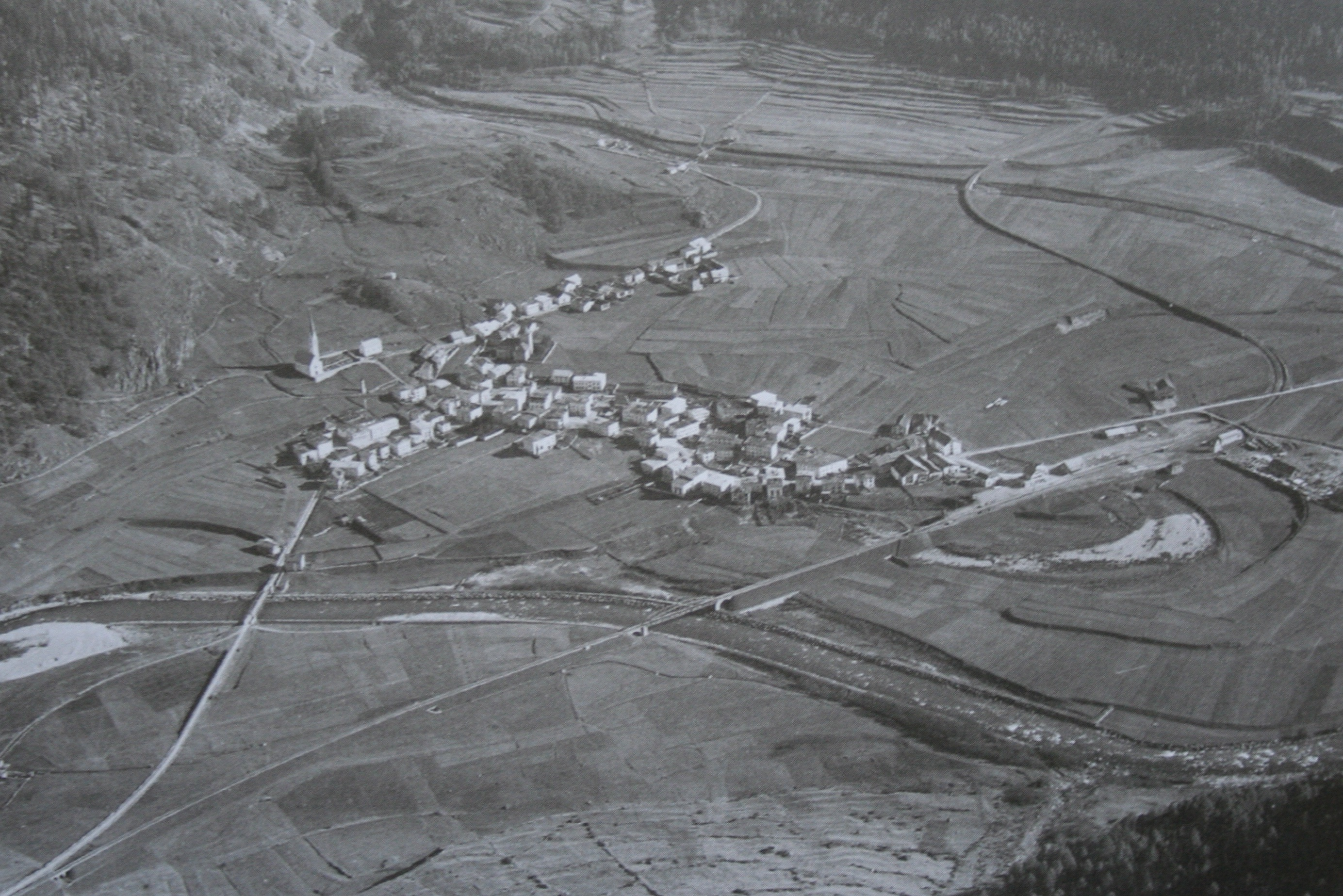
Letecký pohled (1925)

Zernez byl osídlen již v pravěku, jak dokazují nálezy z doby železné na Muottas a Muottas da Clüs a také pozůstatky osídlení z doby bronzové v lokalitě Balm Ils cuvels u Ova Spin. V letech 1968 a 1971 bylo na kostelním návrší vykopáno římské sídliště s přepřahací stanicí pro koně.
V roce 1131 je ves v listinách zmiňována jako Gumpo de Ernece, v letech 1161–1164 jako Zarnetz (obě zmínky v kopii z roku 1365). Ve 12. a 13. století probíhalo intenzivní mýcení. Ve 12. století se objevují majetky pánů z Taraspu a pánů z Frickingen, ve 13. století četné statky pánů z Wildenbergu. Ty přešly na biskupa z Churu a ve 14. století na rod Planta ze Zuozu. Ze středověku pochází věž hradu Wildenberg, věž rodu von Mohr a několik obytných věží integrovaných do statků. V roce 1365 se v Zernezu konalo první setkání, které předcházelo založení Gotteshausbundu v roce 1367.
Vesnice byla zničena v letech 1499 a 1622. Po předchozím obrazoborectví se Zernez v roce 1553 připojil k reformaci. V roce 1609 daroval Rudolf von Planta raně barokní farní kostel. Planta-Wildenbergové ovládali politiku Zernezu a Dolního Engadinu až do 19. století. V roce 1652 se Zernez, stejně jako zbytek údolí, vykoupil z područí Rakouska a až do roku 1851 patřil k soudní obci Obtasna.
Po velkém požáru 5. září 1872, při němž zůstalo nepoškozeno pouze 40 ze 157 domů, byla část obce přestavěna v městském stylu a s plochými polovalbovými střechami, které jinak nejsou pro Engadin typické. V oblasti Buffalora a Il Fuorn v průsmyku Ofenpass se od 14. do 17. století (s přestávkami) těžila a tavila železná ruda. Od 15. do konce 19. století se do rakouského Hall im Tirol v údolí Innu vozilo obrovské množství dřeva. Během druhé světové války byly v okolí Zernezu postaveny zátarasy Ova Spin a Crastatscha.

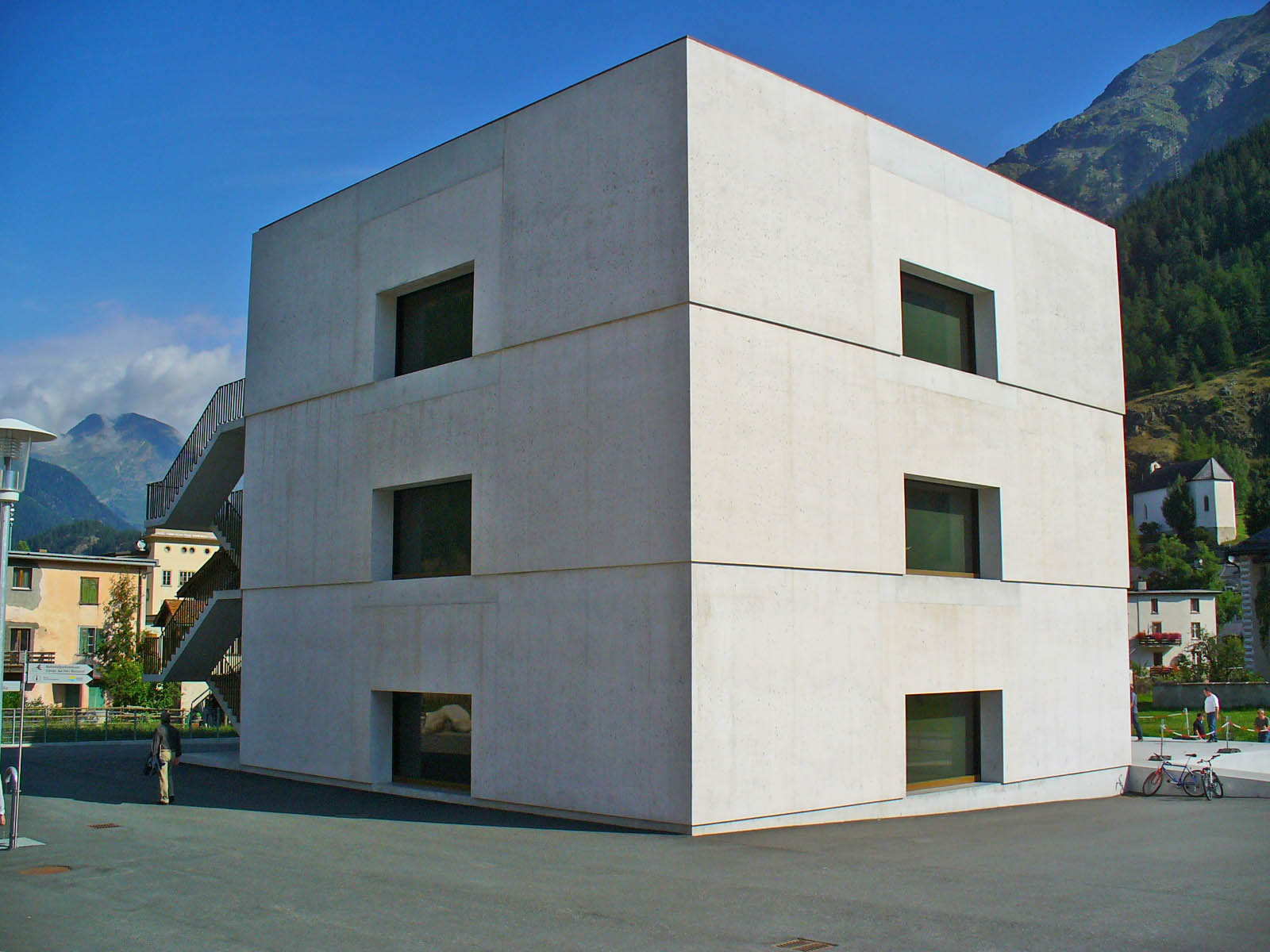
Centrum národního parku v Zernezu

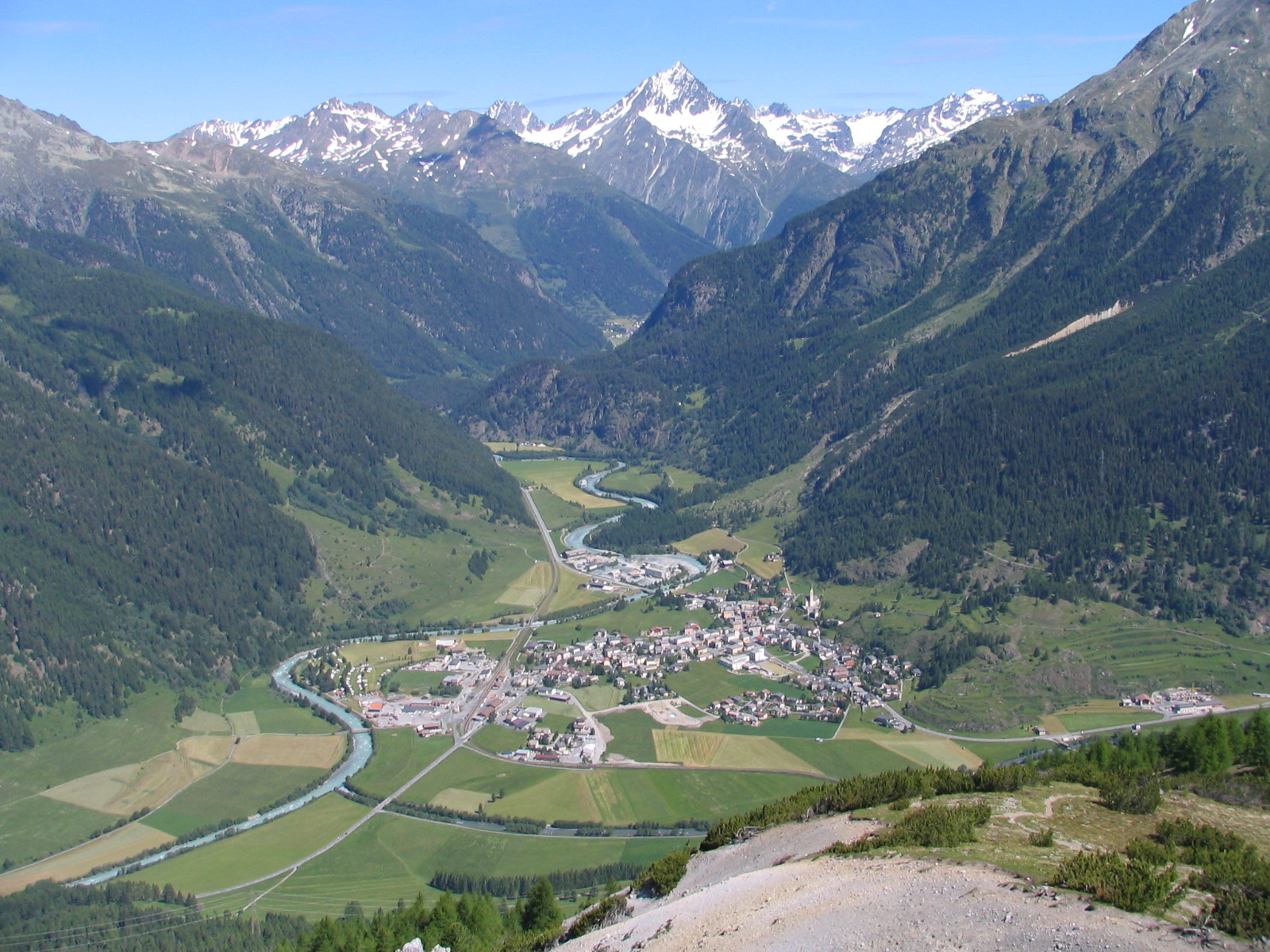
Celkový pohled na obec

Zernez byl vždy důležitým dopravním uzlem; od roku 1913 tudy vede železniční trať Bever – Scuol-Tarasp Rhétské dráhy. Zernez je stále jednou z nejhustěji zalesněných obcí ve Švýcarsku. Na jeho území se rozkládá 68 % rozlohy Švýcarského národního parku, založeného v roce 1914. Centrum národního parku (muzeum) založené v Zernezu v roce 1968 se v roce 2008 přestěhovalo do nové budovy; v barokním zámku Wildenberg sídlí od roku 2007 správa parku. V Zernezu se nacházejí také elektrárny Engadin. Přečerpávací elektrárna s jezerem Livigno a vyrovnávací nádrž Ova Spin byly otevřeny v roce 1971. V posledních desetiletích 20. století se nejdůležitějšími zaměstnavateli staly stavebnictví a cestovní ruch.

## Obyvatelstvo
| Rok            | 1835 | 1850 | 1900 | 1910                  | 1950 | 2000 | 2019 |
| Počet obyvatel | 634  | 603  | 596  | 1075 (výstavba trati) | 739  | 959  | 1523 |

### Jazyky
V roce 1880 uvedlo 84 %, v roce 1900 79 % a v roce 1941 78 % obyvatel jako svůj mateřský jazyk rétorománštinu (dialekt vallader). V období po druhé světové válce podíl rétorománštiny dále klesal, ale stále je většinovým jazykem. V roce 1990 uvedlo znalost rétorománštiny 81 % a v roce 2000 80 %. Malý podíl obyvatel hovoří primárně také italsky. Následující tabulka ukazuje vývoj v posledních desetiletích (platí pro obec Zernez bez dříve samostatných obcí Lavin a Susch):
| Jazyky v Zernezu |                   |                   |                   |                   |                   |                   |
| Jazyk            | Sčítání lidu 1980 | Sčítání lidu 1980 | Sčítání lidu 1990 | Sčítání lidu 1990 | Sčítání lidu 2000 | Sčítání lidu 2000 |
| Jazyk            | Počet             | Podíl             | Počet             | Podíl             | Počet             | Podíl             |
| Němčina          | 207               | 22,50 %           | 243               | 27,96 %           | 300               | 31,28 %           |
| Rétorománština   | 645               | 70,11 %           | 571               | 65,71 %           | 586               | 61,11 %           |
| Italština        | 56                | 6,09 %            | 41                | 4,72 %            | 42                | 4,38 %            |
| Počet obyvatel   | 920               | 100 %             | 869               | 100 %             | 959               | 100 %             |

## Doprava

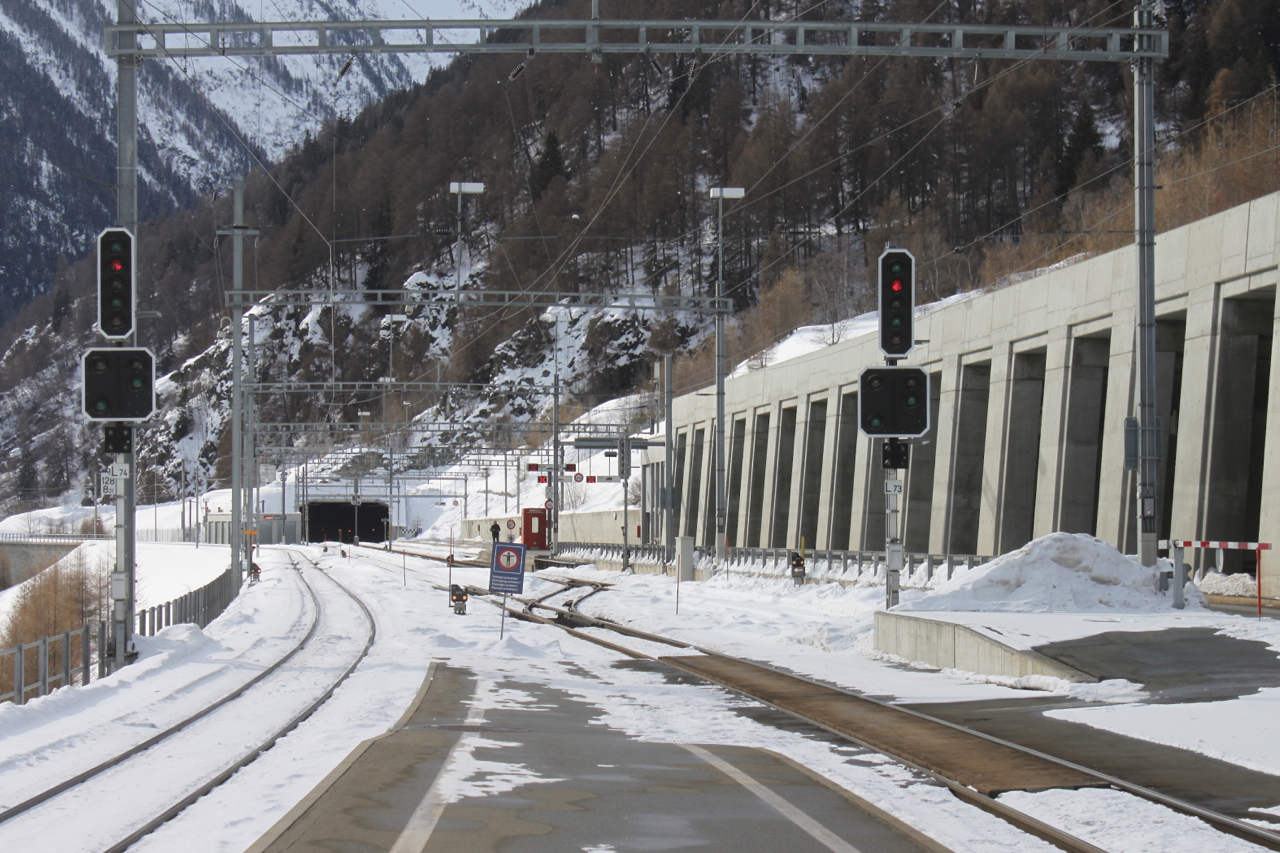
Stanice Sagliains u jižního portálu tunelu Vereina

Zernez leží na železniční trati Bever – Scuol-Tarasp, vedoucí údolím Engadin. Trať provozuje Rhétská dráha. Na katastru bývalé obce Lavin se nachází stanice Sagliains s terminálem autovlaků u jižního portálu tunelu Vereina, otevřeného roku 1999 a spojujícího Engadin s údolím Prättigau.
Silniční spojení je zajištěno kantonální hlavní silnicí č. 27 (Svatý Mořic – Scuol), vedoucí přímo centrem Zernezu. Územím obce prochází také silnice č. 28, vedoucí z Davosu přes průsmyk Flüela, Susch a Zernez do údolí Val Müstair.

## Fotogalerie

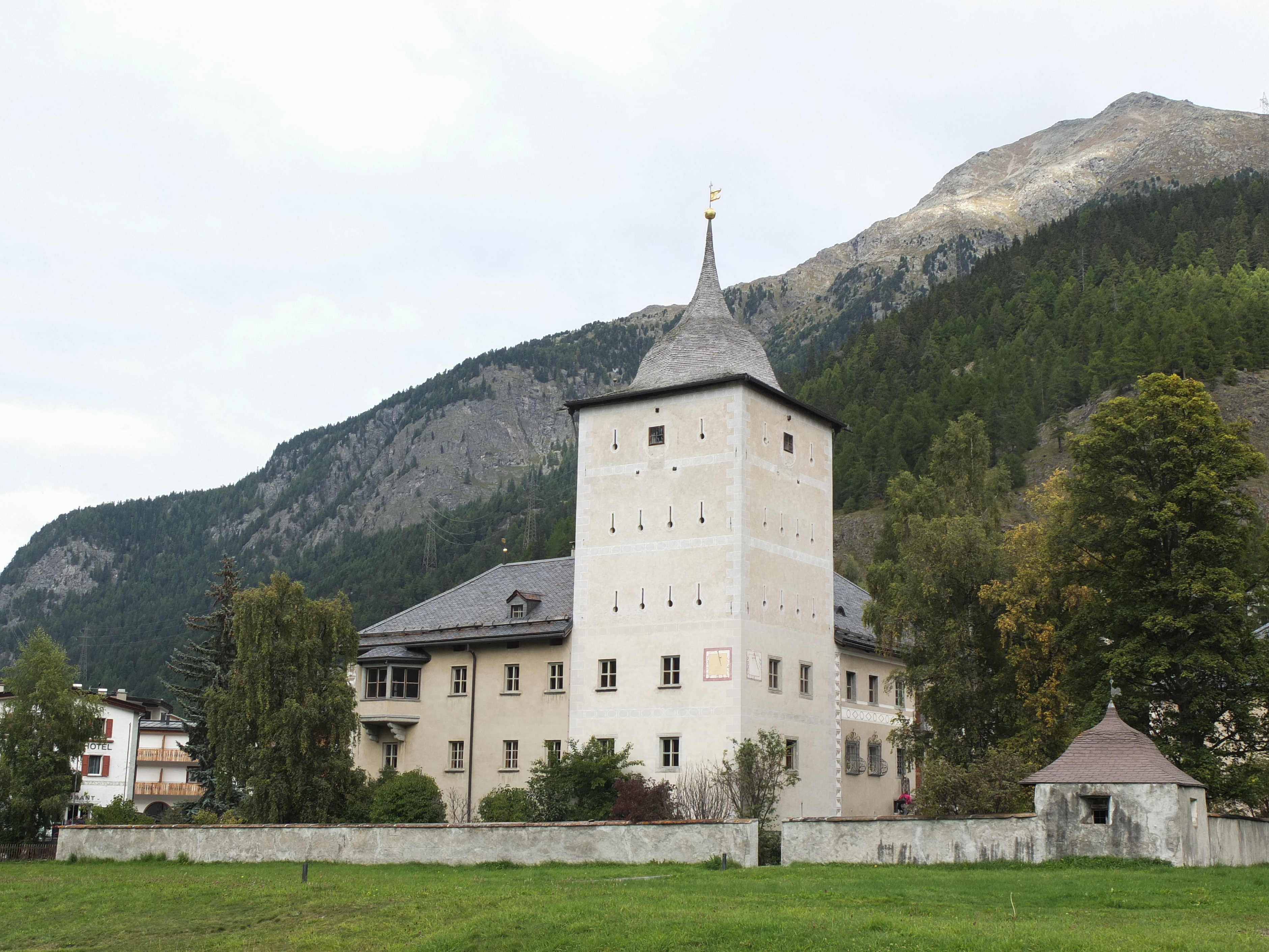
Zámeček Wildenberg
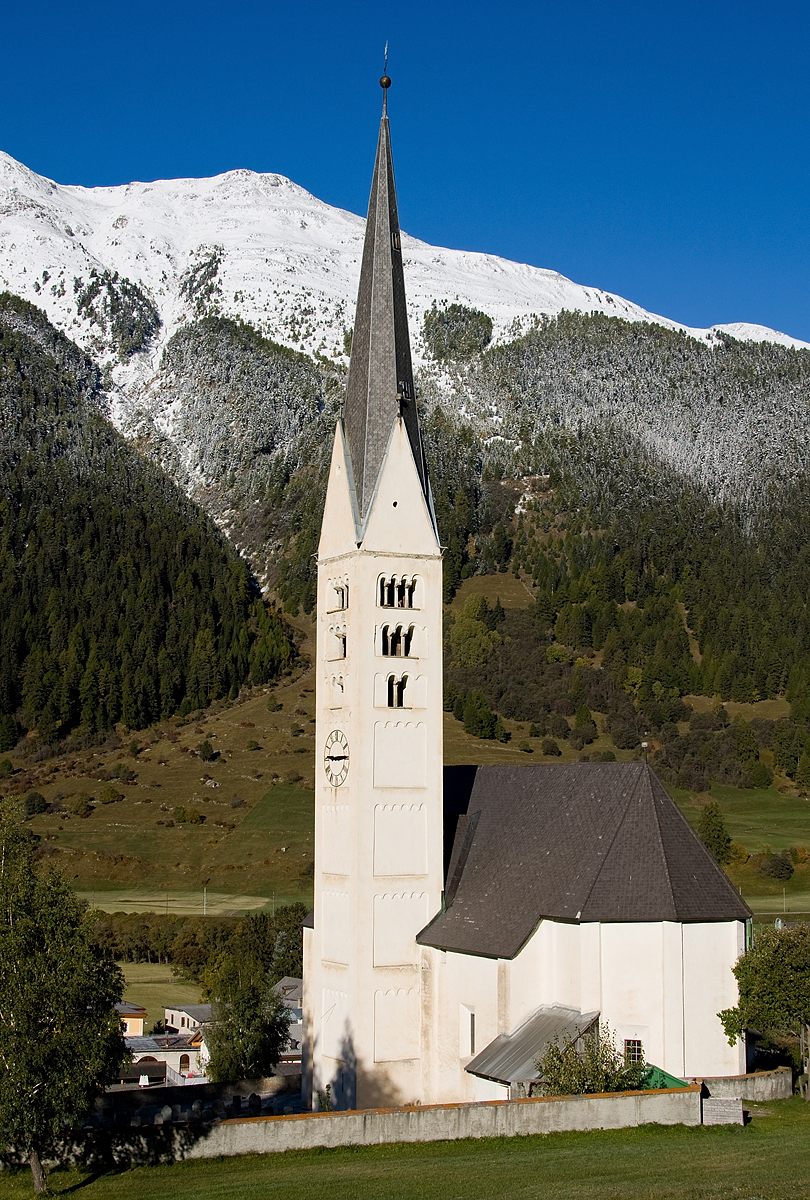
Evangelický kostel
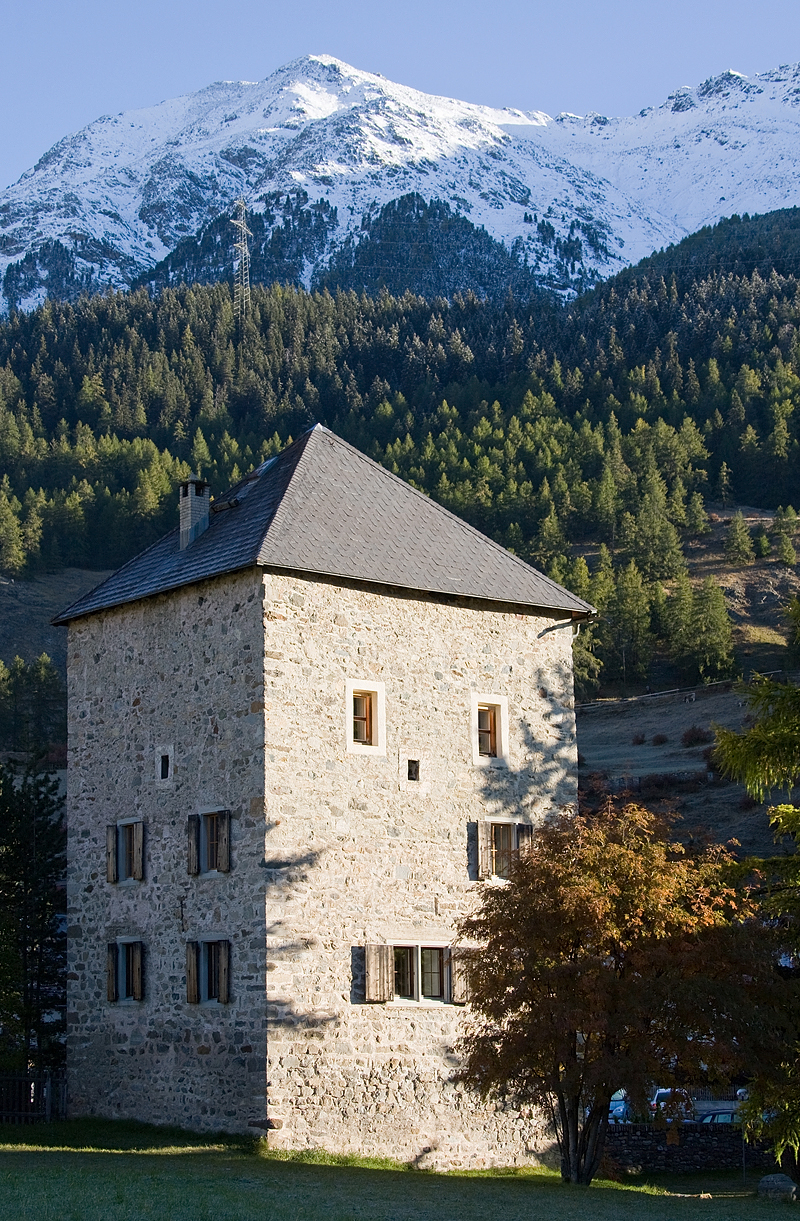
Středověká věž
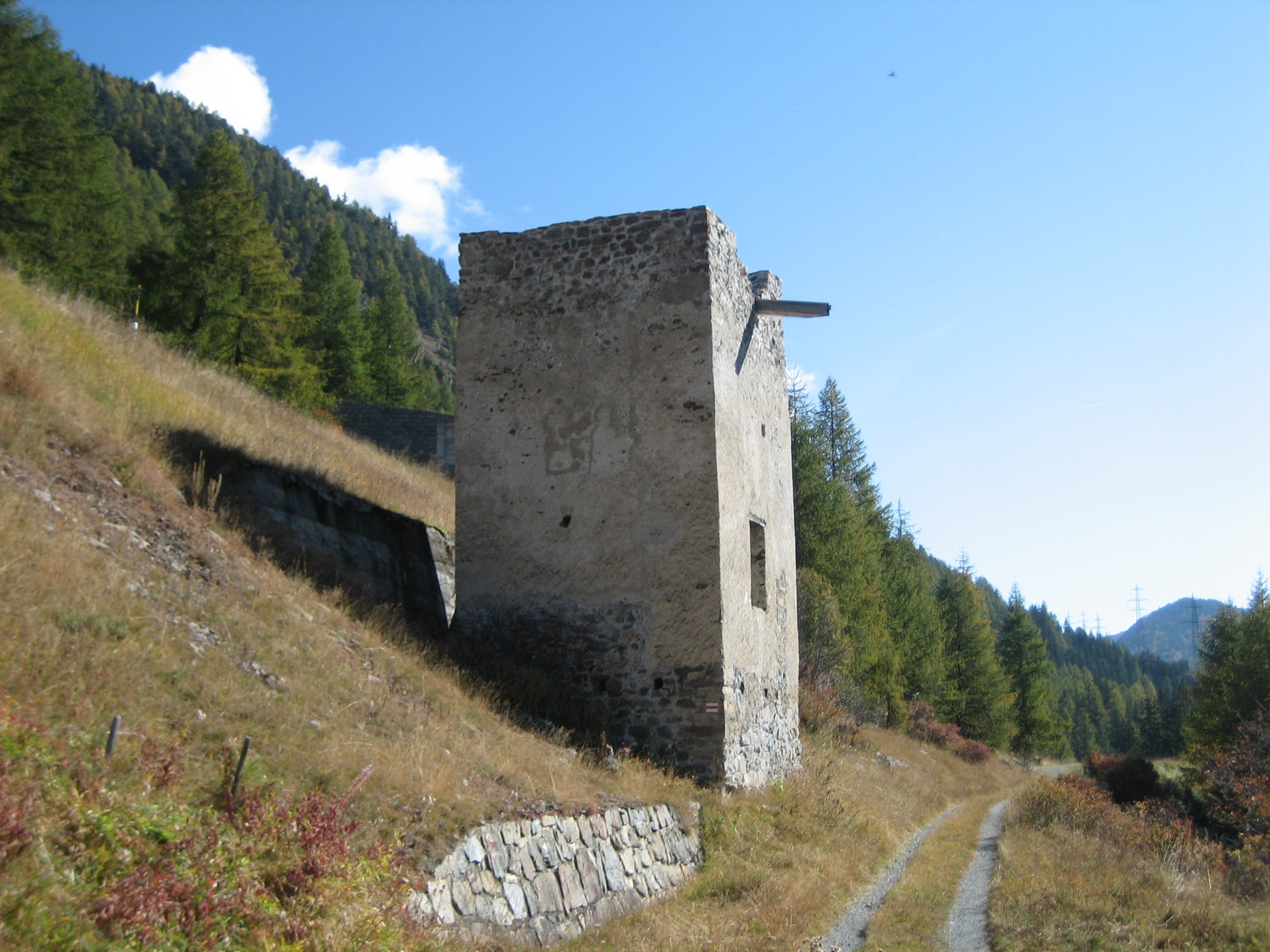
Bývalý zátaras La Serra
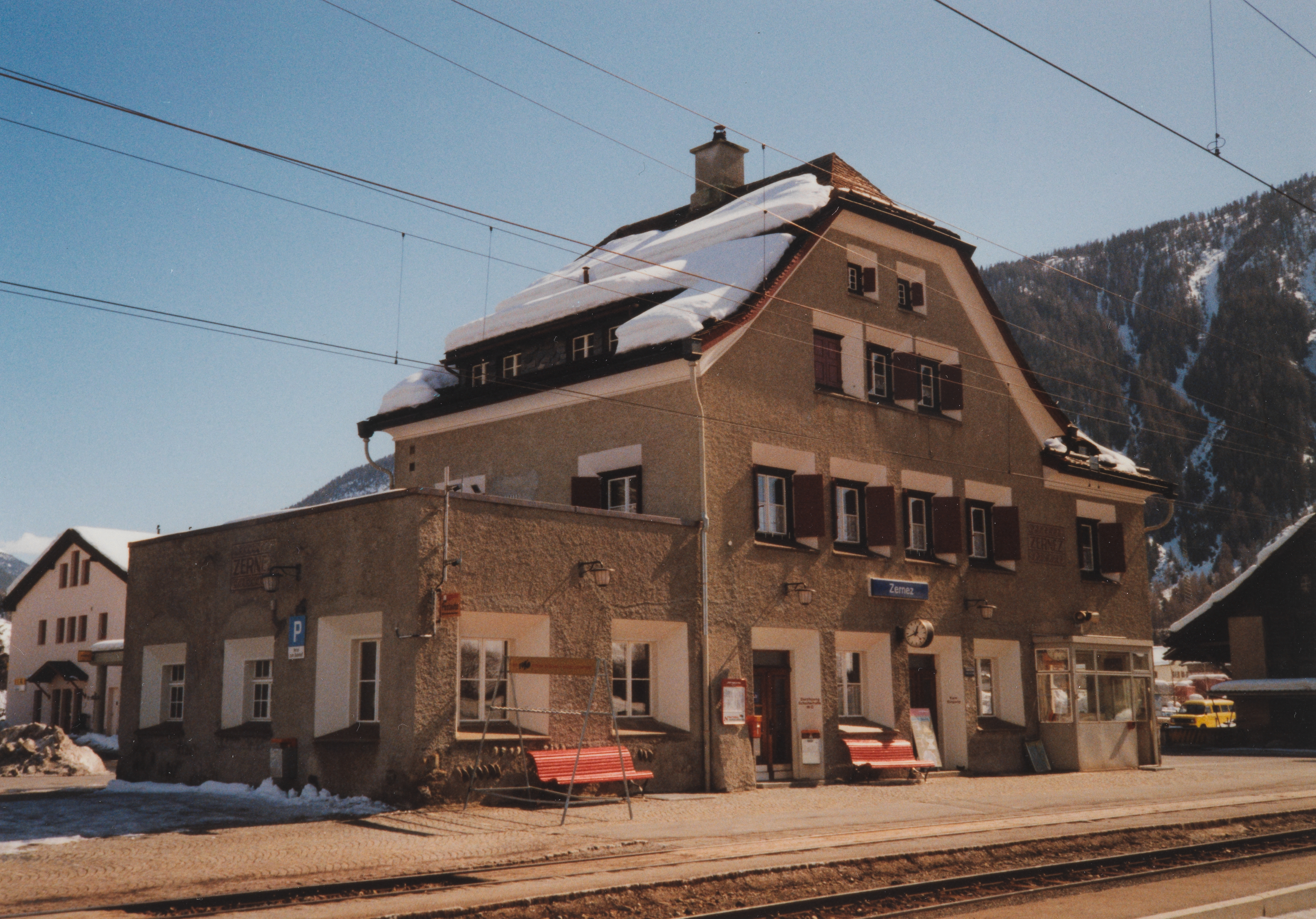
Železniční stanice